# 진 스니츠키

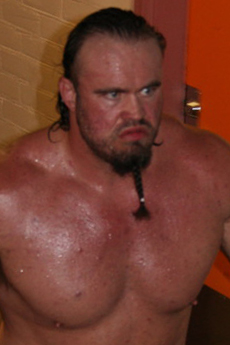
진 스니츠키

스니즈키(Snitsky)는 혹은 진 스니즈키(Gene Snitsky, 1970년 1월 14일 ~ )는 본명은 유진 앨런 스니즈키(Eugene Alan Snisky) 미국의 남자 프로레슬링선수다. 1997년 프로레슬링에 입문했고 피니쉬는 백 센턴, 브레인버스터, 더블 레그 슬램, 일렉트릭 체어 슬램, 펄림 파워슬램, 점핑 빅 붓, 닐링 풀 넬슨 슬램, 오버헤드 저먼 수플렉스, 펌플핸들 슬램, 리버스 위스트 클러치 에스티오 펌플핸들 슬램, 런닝 힐 킥, 싯아웃 밀리터리 프레스 슬램, 스냅 리버스 디디티, 스윙 파이어맨즈 캐리 사이드 슬램으로 사용을 한다. 현재는 WWE에서 방출당한 뒤 인디레슬링 단체에서 활동하고있다가 현재 쉬고 있는 상태였지만 MLW에서 출연을 하게 되었다. 그렇지만 체격은 어마어마한 모습이라서 힘이 강력하다. 미국 펜실베이니아주 네스케호닝에서 태어나는 모습이다.  

## 신체 사항
- 키는 203cm(6 ft 8 in)
- 몸무게는 140kg(308 lb)

## Professional wrestling highlights
- Finishing moves
  - Back senton - 1999-2001
  - Brainbuster - 1999-2001
  - Double leg slam - 1997-1999
  - Electric chair slam - 2003-2004
  - Falling powerslam - 2003-2004
  - Jumping big boot - 2004-2005; 2007-present
  - Kneeling full nelson slam - 2006-2007
  - Overhead german suplex - 2001-2003
  - Pumphandle slam - 2004-2005; 2007-present
  - Reverse wrist clutch STO - 1997-1999
  - Running heel kick - 2001-2003
  - Sitout military press slam - 2006-2007
  - Snap reverse DDT - 2005-2006
  - Swinging fireman's carry side slam - 2005-2006
- Signature moves
  - Back body drop
  - Bearhug
  - Body slam
  - Cobra clutch
  - Diving elbow drop
  - Diving spear
  - Double underhook
  - German suplex
  - Jumping high knee
  - Running elbow drop
  - Running lariat
  - Running shoulder block
  - Running spear
  - Scoop powerslam
  - Short-arm lariat
  - Single boston crab
  - Sitout fallaway slam
  - Vertical suplex sometimes from an elevated position
- Entrance themes
  - "Hell Camp" by Chris Tsangarides (WWE; 2004-2005)
  - "Not My Fault" by Jim Johnston (WWE; 2005-2007)
  - "Unglued" by Jim Johnston (ECW/WWE; 2007-2008)

## 수상
- ACW 태그팀 챔피언 (1회) - 롭 하퍼
- LCW 헤비웨이트 챔피언 (1회)
- 랭크드 넘버 83 오브 더 탑 500 싱글즈 레슬링 인 더 PWI 500 인 2005
- RCP 헤비웨이트 챔피언 (1회)
- WXW 얼티미트 헤비웨이트 챔피언 (1회)
- WXW 헤비웨이트 챔피언 (1회)
- WXW 태그팀 챔피언 (1회) - 롭 하퍼
- WXW 헬 오브 페임 (클레스 오브 2013)